# Брош, Николай Клеве
Николай Клеве Брош (норв. Nicolai Cleve Broch; род. 14 ноября 1975 года, Берум, Норвегия) — норвежский актёр театра и кино. 

## Театральная карьера
С 1996 по 1999 года Николай Клеве Брош получил образование в Норвежской Национальной академии театра. С 2005 года работает в Норвежском национальном театре. Также творчество Николая Клеве Броша можно связать с Новым театром Осло и Норвежским театром, где он играл в пьесах «Чайка» Антона Павловича Чехова, «Кто боится Вирджинии Вулф?» Эдварда Олби и в других спектаклях. Николай Клеве Брош был удостоен нескольких наград за немалый вклад в театральную деятельность Норвегии.

## Карьера в кино
Получилась ничуть не хуже, чем театральная. Николай Клеве Брош был номинирован на "Лучшую мужскую роль", а также удостоен других наград. Принимает участие в фильмах вместе с Акселем Хенни. Наиболее популярные фильмы Николая Клеве Броша: «Необходимое убийство», «Макс Манус» и «Тайна Рагнарока».

## Семья
Женат на своей давней подруге Хэйди Гьермундсен Брош, которая тоже имеет театральное образование. У них есть двое сыновей Якоб и Йорген. У Николая Клеве Броша есть сводная сестра Ида Элиз Брош, которая тоже является актрисой театра и кино.

## Фильмография
| Год  | Название                       | Персонаж              |
| ---- | ------------------------------ | --------------------- |
| 1995 | Себастиан                      | Ульф                  |
| 2000 | Fort Forover (короткометражка) | Андреас               |
| 2001 | Fox Grønland (сериал)          | Свен Харнес           |
| 2002 | Кукольный дом (мини-сериал)    | Роджер                |
| 2003 | Друг                           | Кристоффер Наукелэнд  |
| 2004 | Шесть как нас (сериал)         | Аксель                |
| 2004 | Один                           | Мортен                |
| 2006 | Уро                            | Ханс Петтер           |
| 2006 | Огонь и Вода                   | дядя Шук, Воза, Смерч |
| 2007 | Отдаленный (короткометражка)   | Мортен                |
| 2008 | Ланч                           | Мариус                |
| 2008 | Последний косяк                | Роберт                |
| 2008 | Макс Манус                     | Грегеш Грам           |
| 2010 | Необходимое убийство           | пилот вертолёта       |
| 2013 | Полубрат (сериал)              | Барнум                |
| 2013 | Тайна Рагнарока                | Аллан                 |
| 2014 | Выжить в Арктике               | отец                  |
| 2016 | Манго - жизненные совпадения   | Мануэль Адульт        |
| 2019 | Пришельцы из прошлого          | Ларс Хааланд          |